# Svěřenský fond
Svěřenský fond je soubor majetku bez právní subjektivity vyčleněný ke zvláštnímu účelu, držený a spravovaný jmenovanou osobou (správcem) ve prospěch obmyšleného. Majetek přestává být vlastnictvím toho, kdo svěřenský fond vytvoří, a stává se majetkem anonymním, samostatným. Svěřenské fondy lze využít především jako nástroj k ochraně a dlouhodobé správě rodinného či firemního majetku, k zachování důvěrnosti informací o majetku či bezpečnému a stabilnímu strukturování budoucího předávání majetku v rodině a zabránění rozmělnění rodinného jmění.Svěřenské fondy se využívají také jako nástroj správy výživného nebo investiční nástroj.
Svěřenský fond je typickým institutem práva anglosaského, v posledních letech však bývá zakotvován i v právních řádech kontinentálních, např. v občanském právu kanadské provincie Québec. Do českého práva zavedl institut svěřenských fondů v roce 2014 nový občanský zákoník. V minulosti se charakteru svěřenských fondů blížily svou povahou tzv. nesamostatné nadace (ty se ovšem lišily od svěřenského fondu tím, že přecházely do vlastnictví správce).
Od 1. ledna 2018 je povinná evidence svěřenských fondů, kterou zavedla novela občanského zákoníku. Svěřenské fondy vzniklé před tímto datem musí splnit povinnost zápisu do evidence nejpozději do 1. 7. 2018.

## Svěřenský fond v českém právu
Svěřenský fond může vytvořit kterákoliv osoba, fyzická nebo právnická, která na základě své vůle vyčlenění svůj majetek nebo jeho část za určitým účelem. Tato osoba se tímto právním jednáním stává zakladatelem svěřenského fondu.
Základní rozlišení svěřenských fondů je podle jejich účelu, rozlišujeme svěřenské fondy zřízené k soukromému, nebo k veřejně prospěšnému účelu. Další rozlišení svěřenských fondů je na svěřenské fondy inter vivos (mezi živými) a svěřenské fondy mortis causa (pro případ smrti); rozlišovacím kritériem je, kdy vzniká svěřenský fond, zda za života zakladatele, nebo k okamžiku jeho smrti.
Pro svěřenský fond je typické, že veřejnoprávní dohled je téměř vyloučen, ve zvláštních případech může zasáhnout soud (zejména při
změnách a zániku svěřenského fondu).

### Vznik fondu
Svěřenský fond může být zřízen vyčleněním majetku z vlastnictví zakladatele smlouvou (uzavře se smlouva mezi zakladatelem a správcem o svěření majetku správci) nebo závětí (k okamžiku smrti, fond do dědictví nevstupuje). Do fondu lze vložit i obchodní závod, do práv zaměstnavatele však vstupuje správce, lze založit fond i s 1 Kč zakladatelem. Pak lze získávat od dalších osob majetek.
Ve smlouvě se definuje účel fondu, zda jde o svěřenský fond veřejně prospěšný, anebo soukromý. Svěřenský správce se zaváže tento majetek držet a spravovat (akceptace ve smlouvě). Zakladatel ustanoví statut fondu, a to formou notářského zápisu. Statut musí obsahovat alespoň:
- označení svěřenského fondu,
- označení majetku, který tvoří svěřenský fond při jeho vzniku,
- vymezení účelu svěřenského fondu,
- podmínky pro plnění ze svěřenského fondu,
- údaj o době trvání svěřenského fondu; není-li uvedena, platí, že fond byl zřízen na dobu neurčitou, a
- má-li být ze svěřenského fondu plněno určité osobě jako obmyšlenému, určení této osoby, nebo způsobu, jak bude obmyšlený určen.

Svěřenský fond vznikne, když svěřenský správce přijme pověření k jeho správě; je-li svěřenských správců více, postačí, pokud pověření přijme alespoň jeden z nich. Byl-li však svěřenský fond zřízen pořízením pro případ smrti, vznikne až smrtí zůstavitele. Svěřenský fond se nezapisuje do veřejného rejstříku.
Vznikem svěřenského fondu vzniká oddělené a nezávislé vlastnictví vyčleněného majetku a svěřenský správce je povinen ujmout se tohoto majetku a jeho správy. Vlastnická práva k majetku ve svěřenském fondu vykonává vlastním jménem na účet fondu svěřenský správce; majetek ve svěřenském fondu však není ani vlastnictvím správce, ani vlastnictvím zakladatele, ani vlastnictvím osoby, které má být ze svěřenského fondu plněno.
Svěřenský fond zřízený k soukromému účelu slouží k prospěchu určité osoby nebo na její památku. Tento fond lze zřídit i za účelem investování pro dosažení zisku k rozdělení mezi zakladatele, zaměstnance, společníky či jiné osoby. Svěřenský fond může:
- podnikat
- sloužit k zajištění (může mít postavení zástavního dlužníka, nebo ručitele), realizuje se tím princip propadné zástavy; pro zajištění pohledávek majitelů dluhopisů, pro syndikované úvěru (princip agenta zajištění) apod.
- investovat (upraven v zákoně o investičních fondech – postavení fondu kvalifikovaných investorů)
- vlastnit (skrytí vlastníka) a řídit jiné korporace – svěřenský správce bude jakýmsi „zástupcem“ a majetek svěřenského fondu bude spravovat pro skutečné příjemce prostředků z tohoto fondu, kteří již budou zcela nedohledatelní (na listu vlastnictví bude místo vlastníka zapsán správce s poznámkou, že je svěřenským správcem)

Svěřenský fond může být zřízen jednak bezúplatně rozhodnutím zakladatele věnovat část svého majetku určitému účelu, zřízení svěřenského fondu však může být sjednáno i za úplatu nebo jiné protiplnění (např. od osoby, která se má stát obmyšleným, ale i od osoby jiné).

### Zakladatel
Zakladatelem může být právnická i fyzická osoba. Zakladatelů může být více.
Práva zakladatele (kogentní):
- jmenovat a odvolávat správce, pokud neurčí ve stanovách jinak
- definovat obmyšleného a určit mu plnění a může své rozhodnutí změnit nebo zrušit
- dohlížet nad činností správce

### Evidence svěřenského fondu
Od 1. ledna 2018 je povinná evidence svěřenských fondů, které vznikají až zápisem do rejstříku spravovaného Ministerstvem spravedlnosti. Evidenci vedou rejstříkové soudy a je zčásti neveřejná. Do evidence svěřenských fondů se zapisují informace týkající se svěřenských fondů (například účel fondu, den jeho vzniku, počet správců, údaje o zakladateli). Zápis svěřenského fondu provádí rejstříkový soud nebo notář. K návrhu na zápis svěřenského fondu do evidence je třeba přiložit listiny, jež „prokazují skutečnosti, které navrhovatel navrhuje v návrhu na zápis do evidence zapsat“, jak požaduje zákon. Doloženy musí být i listiny, jež se zakládají do tzv. sbírky listin.
Povinnost evidence mají i dříve vzniklé fondy. Pokud v rejstříku zapsané nebudou, zaniknou.
Evidované údaje o svěřenských fondech jsou rozdělené na část veřejnou a neveřejnou. O zobrazení údajů v neveřejné části mohou požádat osoby s oprávněným zájmem, resp. je přístupná některým orgánům, například správci daně.

### Svěřenský správce
Svěřenským správcem může být každý svéprávný člověk, případně investiční společnost (licence ČNB). Svěřenským správcem může být i zakladatel svěřenského fondu nebo osoba, které má být ze svěřenského fondu plněno. V takovém případě však musí mít svěřenský fond dalšího svěřenského správce, kterým je osoba třetí, a správci musí právně jednat společně. Svěřenského správce jmenuje a odvolává zakladatel, který ovšem může ve statutu určit jiný způsob jmenování nebo odvolání svěřenského správce.
Svěřenskému správci náleží plná správa majetku ve svěřenském fondu, může tedy s majetkem činit cokoliv, co je nutné a užitečné (např. změna jeho podstaty, jeho rozmnožování a investování). Svěřenský správce musí plnit i všeobecné povinnosti stanovené pro správu cizího majetku a další povinnosti vyžadované příslušnými právními předpisy, např. vůči osobám vykonávajícím dohled nad správou svěřenského fondu. Do veřejného seznamu nebo do jiné evidence se svěřenský správce zapíše jako vlastník majetku ve svěřenském fondu s poznámkou „svěřenský správce“. Svěřenský fond bude oficiálně spravovat „svěřenský správce“, který bude uveden na seznamu akcionářů či například v bance.

### Obmyšlený
Zakladatel má právo jmenovat obmyšleného a určit mu plnění ze svěřenského fondu, ledaže statut svěřenského fondu určí něco jiného. Obmyšlenému lze přiznat právo na plody nebo užitky ze svěřenského fondu nebo právo na majetek ze svěřenského fondu, případně na podíly na nich. Kdo je oprávněn jmenovat obmyšleného nebo určit mu plnění ze svěřenského fondu, postupuje podle statutu a vlastního uvážení. Může své rozhodnutí změnit nebo zrušit za podmínek určených statutem. Právo obmyšleného na plnění ze svěřenského fondu vzniká za podmínek určených statutem.
Byl-li svěřenský fond zřízen za soukromým účelem, vznikne právo obmyšleného na plnění nejpozději uplynutím sta let od vzniku svěřenského fondu, a to i když statut určil pozdější dobu. I po uplynutí sta let však může vzniknout právo na plnění tomu obmyšlenému, jemuž se má podle statutu dostat podílu na majetku nejpozději při zániku posledního práva na plody nebo užitky, jakož i tomu obmyšlenému člověku, jenž byl zakladatelovým současníkem či dítětem zakladatele nebo jeho současníka, pokud má podle statutu nastoupit nejpozději při smrti nebo zániku obmyšleného s dřívějším pořadím, aby jako další v pořadí nabýval plody nebo užitky; po dobu jeho života mohou spolu s ním nabývat plody nebo užitky i jiné osoby.
Byl-li svěřenský fond zřízen za soukromým účelem, zanikne právo obmyšleného na plody nebo užitky nejpozději uplynutím sta let od vzniku svěřenského fondu; u člověka však takové právo může trvat až do jeho smrti. Za trvání svěřenského fondu má obmyšlený právo požadovat ve shodě se statutem příslušné plnění.

### Dohled
Dohled nad správou svěřenského fondu vykonává zakladatel a osoba označená za obmyšleného, popřípadě další osoby, určí-li tak statut. Na žádost toho, kdo má právo dohledu nad správou svěřenského fondu, umožní svěřenský správce kontrolu dokladů o svěřenském fondu a předloží mu vyžádané vyúčtování, zprávu nebo jinou informaci.
Zakladatel, obmyšlený nebo i jiná osoba, která na tom má právní zájem, může soudu navrhnout, aby svěřenskému správci určité jednání uložil nebo zakázal, anebo aby svěřenského správce odvolal nebo jmenoval nového. Tyto osoby se také mohou dovolat neplatnosti právního jednání, kterým správce poškozuje svěřenský fond nebo právo obmyšleného (nabyla-li však třetí osoba právo v dobré víře, nesmí to vést k její újmě).
Soud pověří osobu navrhovatele na její návrh zahájením nebo vedením řízení v zájmu svěřenského fondu místo svěřenského správce a jeho jménem, je-li svěřenský správce bez dostatečného důvodu nečinný.

### Odpovědnost
Účastní-li se svěřenský správce, zakladatel nebo obmyšlený činů sledujících úmyslné poškození práv zakladatelova věřitele nebo poškození svěřenského fondu, jsou zavázáni společně a nerozdílně.

### Změny svěřenského fondu
Do svěřenského fondu může po jeho vzniku přispět kdokoli další, ať již bez nároku na protiplnění, anebo proto, aby se sám stal obmyšleným svěřenského fondu. Osoba přispívající do fondu se nestává zakladatelem fondu ani jí nenáleží práva zakladatele svěřenského fondu. Kdo zvýší majetek svěřenského fondu smlouvou nebo pořízením pro případ smrti, není jeho zakladatelem. Majetek takto nabytý podléhá správě podle statutu a zákona.
Účel fondu nelze změnit (soukromý nebo veřejný).

### Zánik svěřenského fondu
Uplyne-li doba, na kterou byl svěřenský fond zřízen, je-li dosaženo účelu, pro který byl svěřenský fond zřízen, nebo rozhodne-li tak soud, správa svěřenského fondu končí. Byl-li svěřenský fond zřízen za soukromým účelem, končí jeho správa i v případě, že se všichni obmyšlení vzdají práva na plnění ze svěřenského fondu. Skončení správy ale nevede současně k zániku fondu, protože tím okamžikem by ztratil povahu samostatného vlastnictví.
Při zániku správy svěřenského fondu vydá svěřenský správce majetek tomu, kdo na něj má právo. Má se za to, že na majetek má právo obmyšlený, a pokud není, zakladatel svěřenského fondu; není-li žádný z nich, připadá majetek do vlastnictví státu. Svěřenský fond tedy zaniká až převodem majetku do vlastnictví oprávněné osoby.

### Odpovědnost správce fondu
Správce plní své povinnosti osobně. Na jinou osobu může přenést svou působnost nebo se dát jinak zastoupit jen při jednotlivém právním jednání; přitom je povinen takovou osobu pečlivě vybrat a dát jí dostatečné pokyny.

### Účetnictví a zdanění
Fond je účetní jednotkou a vede účetnictví. Fond je poplatníkem daně.
Příjmy z podnikatelské činnosti budou podléhat dani z příjmů právnických osob, a to 21% sazbě (tato sazba platí od roku 2024, předtím platila19% sazba), pokud nepůjde o osvobozené příjmy nebo například příjmy, jež se zahrnují do samostatného základu daně. S novelou zákona o daních z příjmů je zavedena nové kategorie poplatníků, tzv. základních investičních fondů, které podléhají pouze pětiprocentnímu zdanění. Do této kategorie se ovšem budou moci kvalifikovat jen ty svěřenské fondy, které budou zároveň investičními fondy podle zákona o investičních společnostech a investičních fondech.
Společné pro všechny svěřenské fondy, a to bez ohledu na sazbu zdaňování jejich příjmů, je však způsob zdanění výplaty zisku nebo vydání majetku obmyšleným. Výplata podílu na zisku se řídí zákonem o dani z příjmů a v případě fyzických osob podléhá srážkové dani se sazbou 15%. Vyčlenění majetku do svěřenského fondu nebude podléhat zdanění žádnou daní. Co se týče výplaty plnění beneficientům, pak byly v návrhu identifikovány četné možnosti pro osvobození vypláceného plnění od daně z příjmů. Zajímavou možností, která je zároveň daňově výhodná, je využití struktury svěřenského fondu podle zákona o investičních společnostech a investičních fondech. Oproti standardnímu svěřenskému fondu, bude svěřenský fond jako tzv. „základní investiční fond“ (dle § 17b Zákona č. 586/1992 Sb. o dani z příjmu) podléhat snížené sazbě ve výši 5 %. Lze tak dosáhnout velmi významné úspory na dani z příjmu.

### Regulace
Vzhledem ke skutečnosti, že bude svěřenský fond vytvořen podle zákona o investičních společnostech a investičních fondech, bude jeho činnost podléhat dohledu České národní banky. Dohled odpovídá přísným pravidlům Evropské unie pro kapitálový trh a zabezpečuje, že všechny osoby, které se budou podílet na správě a opatrování majetku svěřenského fondu, musejí splňovat přísné požadavky a jednat s vysokým standardem odborné péče. Z těchto povinností zároveň vyplývá vysoká míra odpovědnosti všech zúčastněných osob. Na druhou stranu je míra regulace mírnější v porovnání se fondy kolektivního investování určenými pro širokou investorskou veřejnost, což umožňuje vytvářet velmi flexibilní struktury a v rámci investování majetku lze využít mnohem širšího spektra investičních nástrojů. S menšími nároky na provozní požadavky jsou rovněž spojeny mnohem nižší náklady.

### Investoři
Svěřenský fond v podobě fondu kvalifikovaných investorů je primárně určen ke shromažďování majetku za účelem společného investování. Tato struktura je vhodná jak pro uzavřený okruh kvalifikovaných investorů, tak i pro kvalifikované investory z řad veřejnosti, neboť investice do svěřenského fondu lze nabízet veřejně. V případě zajímavé investiční strategie tak zakladatel není omezen pouze na vlastní prostředky.

### Výhody zřízení fondu
K majetku vyčleněnému do fondu nemá nikdo vlastnická práva. Majetek fondu, který musí být zapsán v oficiálních registrech (např. nemovitosti v katastru nemovitostí), je registrován pod jménem svěřenského správce s dodatkem, že se jedná o svěřenského správce. Identita zakladatele je tedy skryta. Vlastnické právo přechází přímo na samotný fond, který ale nemá právní subjektivitu.
Vyčleněný majetek je tímto způsobem chráněn před potenciálními právními jednáními, např. případných věřitelů. Další výhodou pro zakladatele je snížení daňového základu, a tedy i nižší daňové odvody. Založením svěřenského fondu si jeho zakladatel zajistí kontrolu nad kapitálem a nad příjmy vyplácenými obmyšlenému svěřenského fondu.
Je-li fond zřízen pro případ smrti, subjekty se vyhnou často zdlouhavému dědickému řízení a placení dědické daně.